# Psalmi

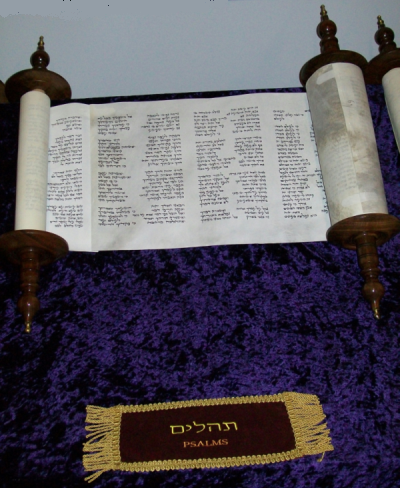
Psalmii scriși în ebraică pe suluri de pergament

Psalmii reprezintă o parte a Bibliei ebraice constituită din 150 de poeme în  vers alternat ebraic, numit și rimă de idei, în proză.
Conținutul lor este de rugăciune și cântare, cât și de catharsis (blestemele davidice) ori rezumat al istoriei biblice. Psalmii au un rol important atât în liturgia evreiască, precum și în creștinism.

## Etimologie
Numele evreiesc este Tehilim, תְהִלִּים, ("cântece de laudă").
Numele din limba română provine de la grecescul psalmoi, Ψαλμοί, "cântări acompaniate la harpă".

## Autor
Tradiția religioasă asociază psalmii regelui David, Asaf, Fii lui Core (Adolescenții beat? Fiii Corei-Persefona?), Moise, Solomon, Heman, Ethan, ca și psalmi neatribuiți, ori Cântări ale treptelor pascale spre Ierusalim, ori 137 al Robilor din Babilon, dar în realitate se pare că sunt mai mulți autori, situație întâlnită la toate cărțile Bibliei. 72 de psalmi (36 + 36) sunt atribuiți Regelui David, răsfirați în toate cele 5 „cărți„ ale cărții istorice biblice canonice a Psalmilor.

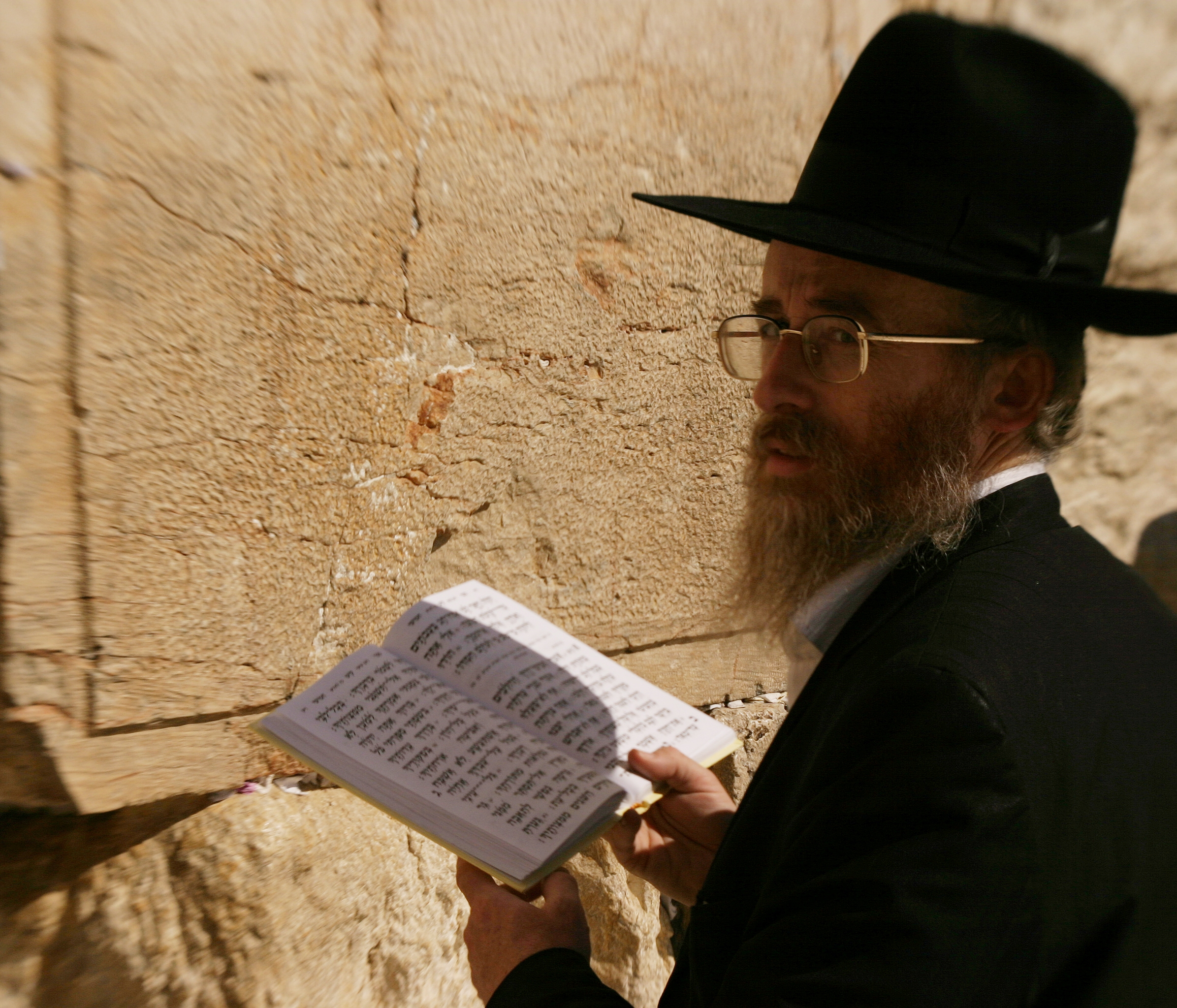
Evreu citind Psalmii la Zidul Plângerii

## Clasificare
Corespunzător celor cinci cărți ale Pentateuhului, psalmii se împart în:
- Geneza: psalmii 1 - 41, care au ca subiect predominant omul
- Exodul: psalmii 42 - 72, care conțin cântări de eliberare
- Leviticul: psalmii 73 - 89, care sunt asociați slujbei de la Templu
- Numeri: psalmii 90 - 106, care evocă peregrinările evreilor
- Deuteronomul: psalmii 107 - 150, care exprimă atașamentul dintre credincioși și divinitate.